# Beyoğlu
|  | Aquest article tracta sobre el districte d'Istanbul. Si cerqueu la colònia medieval genovesa de Pera, vegeu «Pera (Constantinoble)». |

Beyoğlu és un districte d'Istanbul, Turquia, situat en la part europea de la ciutat i separat del nucli antic (península històrica) pel Corn d'Or. En l'edat mitjana, era conegut amb el nom de Pera (en grec, 'l'altre costat'), nom que es va utilitzar fins a principis del segle xix.
El districte inclou altres barris situats al nord del Corn d'Or, inclòs Tünel, Karaköy, Cihangir, Şişhane, Tepebaşı, Tarlabaşı, Dolapdere i Kasımpaşa. Es comunica amb el nucli antic mitjançant els ponts de Gàlata i d'Atatürk a Unkapanı. Beyoğlu és un dels centres artístics, de lleure i de vida nocturna més actiu d'Istanbul.

## Història

### Període antic
La zona que ara es coneix com a Beyoğlu ha estat habitada durant milers d'anys. Existeixen proves que, en els primers anys de la nostra era, ja hi havia un assentament a la costa nord del Corn d'Or. Durant el període grec, el turó estava ocupat per arbres fruiters i era conegut amb el nom de Sykai ('camp de figueres') o Peran a Sykais ('camp de figueres en l'altra banda'), referint-se a l'altre costat del Corn d'Or. Així que va créixer l'Imperi Romà d'Orient, Constantinoble va anar augmentant de mida. Aquesta zona va començar a edificar-se com a barri de Constantinoble durant el segle v. Va ser en aquest període quan es va començar a conèixer amb el nom de Gàlata, quan l'emperador Teodosi II va construir la fortalesa. Es creu que el nom Gàlata (procedent possiblement del grec Galaktos, que significa 'llet') prové de quan la zona constituïa una important terra de cultiu per a la ciutat. Una altra teoria suggereix que procedeix de la paraula italiana Calata, que significa 'pendent avall', puix que Gàlata, que va pertànyer a una colònia genovesa, es trobava en un turó. També es pensa que pot procedir del gàlata, ja que en la mitologia clàssica, Gàlata era una avantpassada del poble gal. La part de Gàlata a Istanbul manté restes dels celtes, igual com la ciutat de Galaţi, a Romania.

### Període genovès i venecià

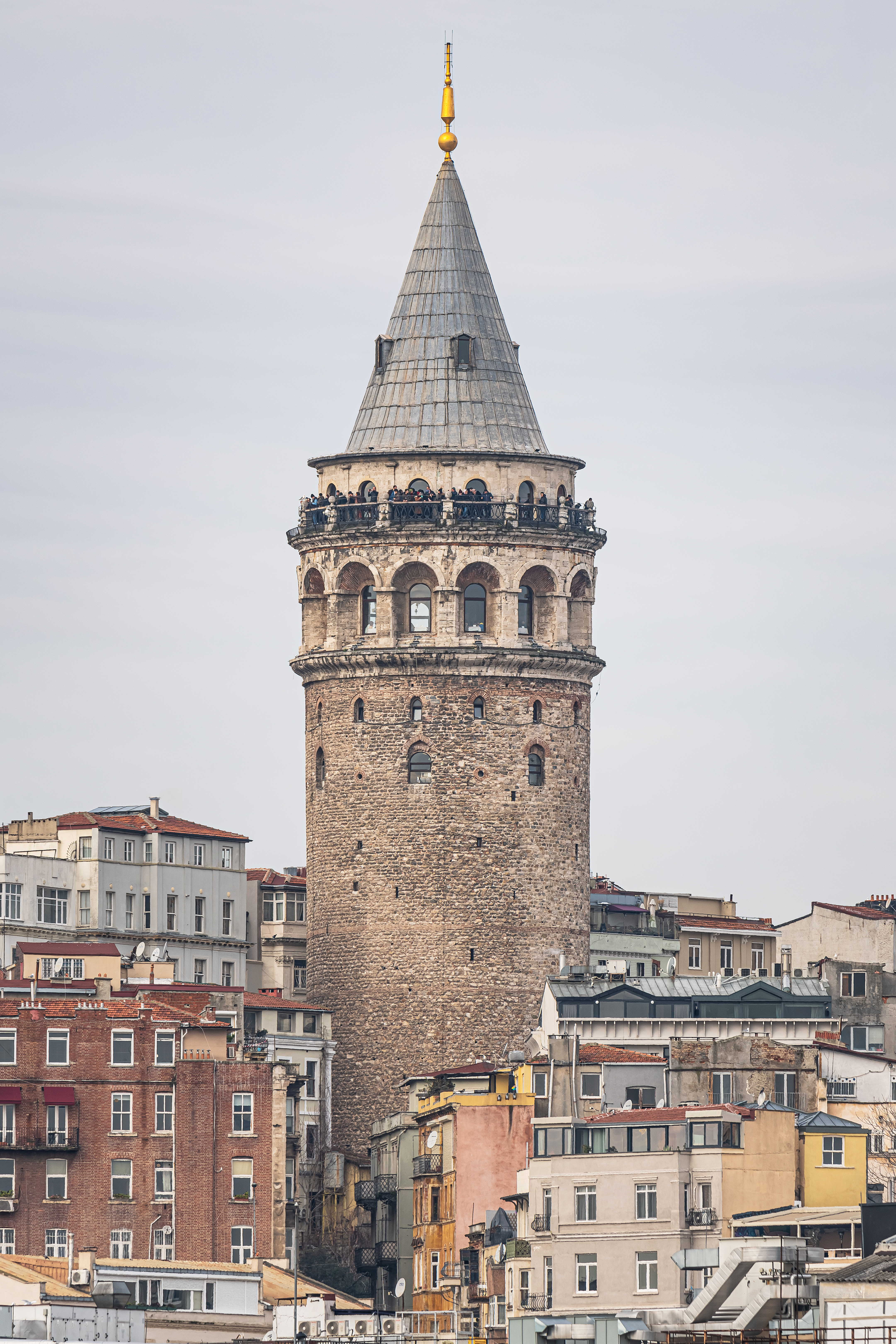
Torre de Gàlata

La zona va esdevenir la base dels mercaders europeus, especialment dels genovesos i venecians. Després de la Quarta Croada de 1204, i durant l'Imperi Llatí (1204-1261), els venecians van guanyar importància a Pera. L'església de Sant Pau (1233), avui coneguda com a Arap Camii, té el seu origen en aquest període. El 1273, l'emperador romà d'Orient Miquel VIII Paleòleg va cedir Pera a la República de Gènova a canvi del suport genovès després de la quarta croada i el saqueig de Constantinoble de 1204. Pera va esdevenir una pròspera colònia comercial governada per un podestà. El palau Genovès (Palazzo del Comune) va ser construït el 1316 per Montano de Marinis, el podestà de Pera. Actualment queden ruïnes del palau a Bankalar Caddesi, a Karaköy. Altres edificis i cases genoveses adjacents també daten de principis del segle xiv. El 1348, els genovesos van construir la famosa torre de Gàlata, un dels edificis més importants d'Istanbul. Pera va romandre sota domini genovès fins al 20 de maig de 1453, quan va ser conquerida pels otomans junt amb la resta de la ciutat, després del setge de Constantinoble.
Durant el període romà d'Orient, el podestà genovès va governar la comunitat italiana de Pera, que estava composta principalment per genovesos, venecians, toscans i ragusans. Després del setge turc de Constantinoble de 1453, durant el qual els genovesos van donar suport als romans d'Orient i van defensar la ciutat al seu costat, el sultà otomà Mehmet II va permetre que els genovesos (que havien fugit a les colònies de la mar Egea com Lesbos i Quios) tornessin a la ciutat, tot i que Gàlata ja no estava sota domini del podestà genovès. La República de Venècia, rival de Gènova, no va deixar escapar l'oportunitat i va reprendre el control de l'estratègica ciutadella de Pera, que havien abandonat el 1261 quan els romans d'Orient van reconquerir Constantinoble i van acabar amb l'Imperi Llatí (1204-1261) que va establir Enric Dandolo, dux de Venècia.
La República de Venècia va establir ràpidament llaços polítics i comercials amb l'Imperi Otomà; es va enviar un balyos venecià a Pera com a ambaixador polític i comercial, similar al paper del podestà genovès durant el període romà d'Orient. Els venecians van enviar Gentile Bellini a Constantinoble, que va pintar el conegut retrat del sultà Mehmet II (pertanyent a la col·lecció de la National Portrait Gallery de Londres). Els venecians van recomanar Leonardo da Vinci al sultà Baiazet II quan aquest va comentar la seva intenció de construir un pont sobre el Corn d'Or, i Leonardo va dissenyar el seu pont de Gàlata el 1502; els esbossos i dibuixos de l'esmentat pont es troben actualment al Museu Nazionale della Scienza i della Tecnologia de Milà. La seu del balyos es trobava al palau Venecià, que avui en dia acull el Consolat d'Itàlia (i, fins a 1923, l'Ambaixada d'Itàlia, quan Ankara va passar a ser la nova capital de Turquia). El nom turc de Pera, Beyoğlu, procedeix de la forma turquitzada de Balyos, el palau del qual era l'edifici més grandiós del districte. El nom prové de Bey Oğlu (en turc, 'fill del governador'), que s'utilitzava per al·ludir Luigi Giritti, fill d'Andrea Giritti, balyos venecià durant el soldanat de Solimà I el Magnífic. La mansió de Luigi Giritti es trobava a prop de l'actual plaça de Taksim.
L'Imperi Otomà tenia una interessant relació amb la República de Venècia. Encara que les dues potències es van enfrontar pel control dels territoris de l'est de la Mediterrània, solien restablir els seus pactes comercials un cop acabades les guerres, com per exemple els renovats pactes de 1479, 1503, 1522, 1540 i 1575. Els venecians van ser els primers europeus a provar les especialitats culinàries otomanes, com el cafè, segles abans que altres europeus poguessin veure llavors de cafè per primera vegada durant la batalla de Viena de 1683. D'aquí l'actual cultura cafetera de Venècia (i la resta d'Itàlia) i Viena.

### Domini otomà

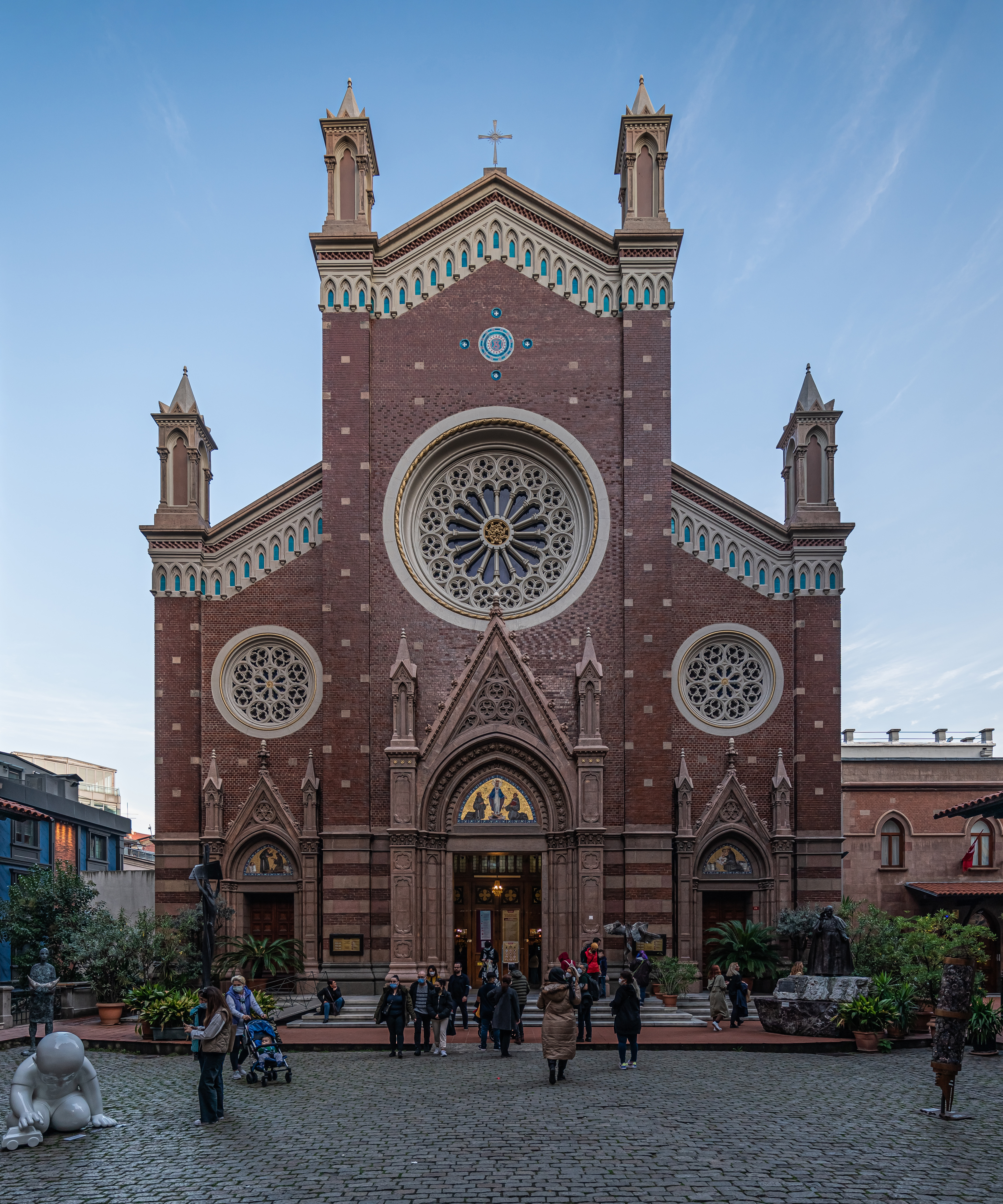
Catedral de Sant Antoni de Pàdua, a l'avinguda d'Istiklâl

Després de la conquesta de Constantinoble el 1453, la població turca es va assentar en la costa i en les zones baixes, encara que amb això no va finalitzar la presència europea. Durant el segle xix, nombrosos comerciants europeus es van instal·lar aquí; a més, va allotjar moltes ambaixades, especialment la Gran Rue de Péra (actualment, l'avinguda d'Istiklâl). L'esmentada població europea va convertir la zona en la més occidentalitzada d'Istanbul, sobretot si es compara amb el nucli antic, i va permetre l'arribada de la tecnologia moderna, la moda i l'art. D'aquesta forma, Beyolu va ser una de les primeres àrees de la ciutat a comptar amb línies telefòniques, electricitat, tramvia, govern municipal i metro, conegut com a Tünel, inaugurat el 1875 com la segona línia ferroviària subterrània del món (després del metro de Londres) per portar la gent de Pera des del port de Gàlata i el proper districte comercial de Karaköy, on es trobava el centre financer de l'Imperi Otomà, Bankalar Caddesi. La cultura del teatre, del cinema, de pastisseries i de cafeteries que encara avui hi ha a Beyoğlu es remunta als últims anys del període otomà.
Les comunitats estrangeres van construir els seus propis col·legis, en molts dels quals es va educar l'elit de les futures generacions de turcs, i sobreviuen en l'actualitat com alguns dels millors col·legis d'Istanbul.

### Període modern

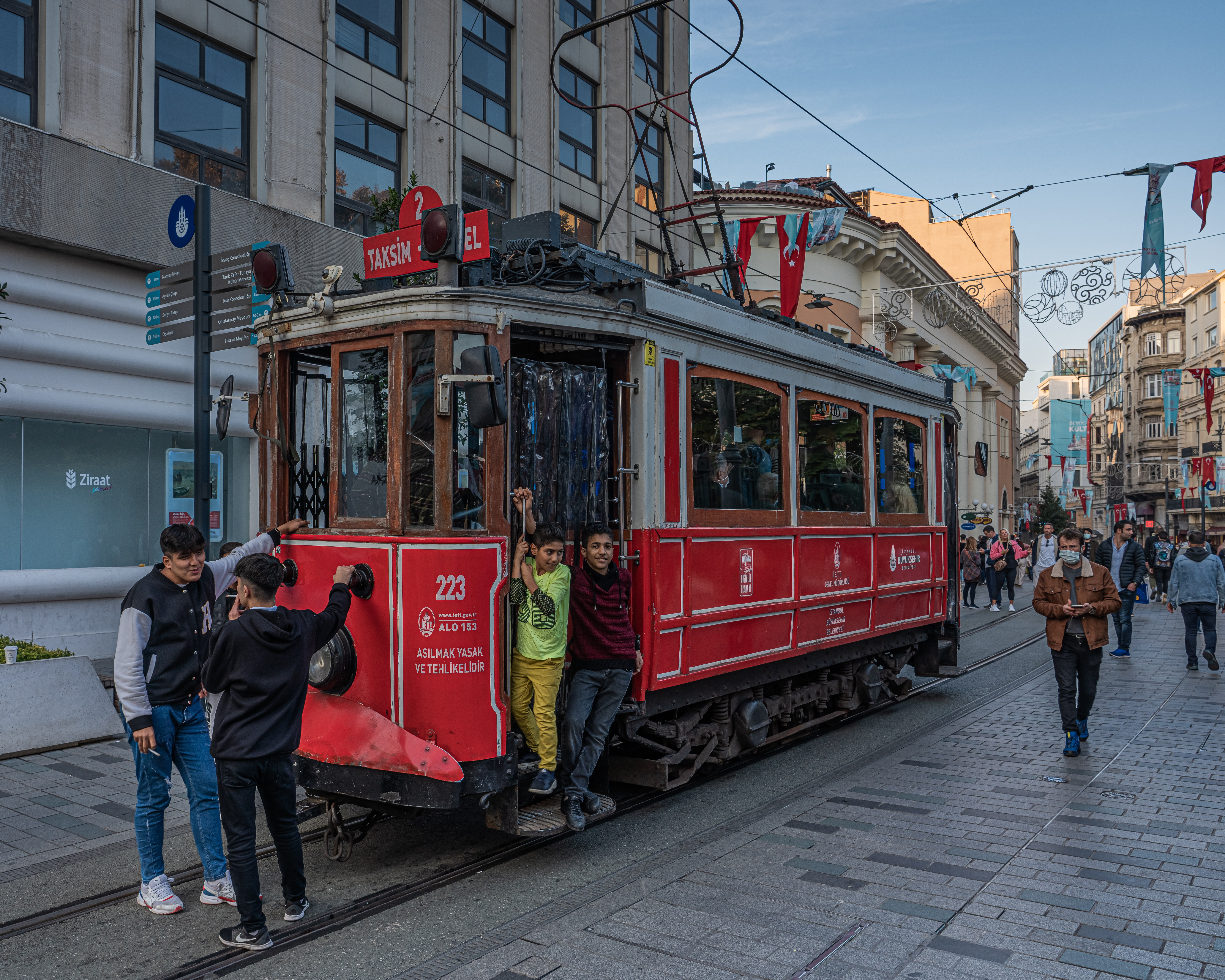
Tramvia a Beyoğlu

La ràpida modernització que va tenir lloc a Europa i que va deixar enrere la Turquia otomana va quedar simbolitzada en les diferències entre Beyoğlu i els barris històrics turcs, com Eminönü i Fatih. Quan els soldans van decidir iniciar un programa de modernització amb la Tanzimat de 1839, es van començar a construir nombrosos edificis a Beyoğlu que barrejaven els estils tradicionals otomans i els europeus. A més, el sultà Abdülmecit va canviar la seva residència al palau de Topkapı i va construir un nou palau a prop de Beyoğlu anomenat palau de Dolmabahçe, que barrejava els estils neoclàssic, barroc i rococó.

## Beyoğlu en l'actualitat

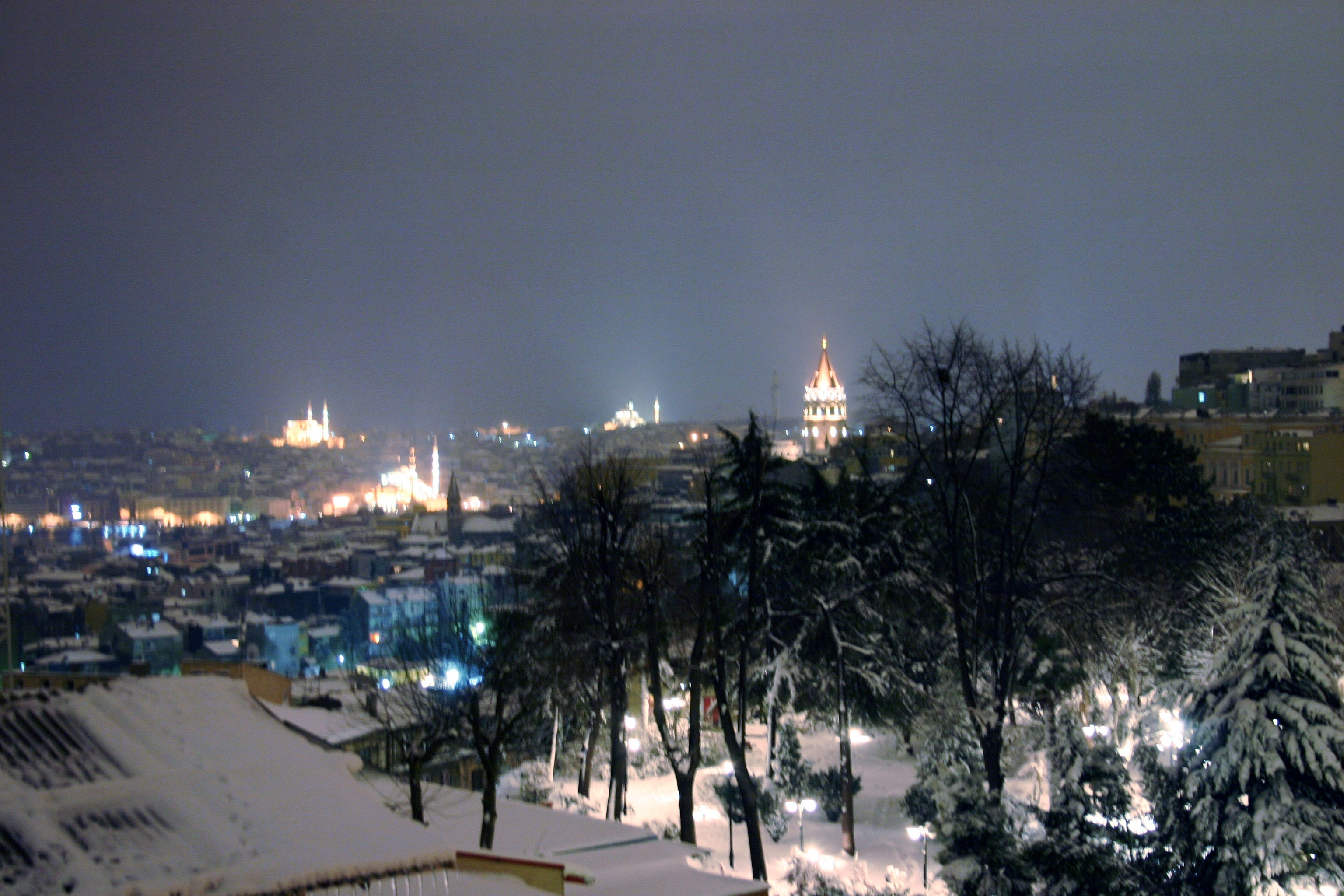
Vista de Beyoğlu

Quan va caure l'Imperi Otomà i es va fundar la República Turca (durant i després de la Primera Guerra Mundial), va començar el declivi de Beyolu. Gran part de les comunitats estrangeres van abandonar la ciutat, i les minories ètniques, com els grecs, jueus, llevantins i armènics, que integraven la majoria dels residents de Beyoğlu, van aprofitar la situació i van decidir traslladar-se a una altra part de la ciutat o del món. Aquest procés es va accelerar amb el Varlık Vergisi (impost dels rics) de la Segona Guerra Mundial, el pogrom d'Istanbul de 1955 i el conflicte de Xipre de 1974. La violència política entre grups de dreta i d'esquerra que es van produir en tot el país a finals dels anys 1970 van afectar l'estil de vida del districte i van accelerar el seu declivi, pel fet que la classe mitjana es va traslladar a noves zones urbanes com Levent i Yeşilköy. A finals dels anys 1980, molts dels grandiosos edificis neoclàssics i modernistes on habitava l'elit otomana van ser ocupats per immigrants sense recursos arribats des de l'Anatòlia rural. Tot i que Beyoğlu va conservar una reputació d'ambient cosmopolita i sofisticat fins als anys 1940 i 1950, en els anys 1980 havia decaigut tant econòmicament com socialment.
Les zones de Tophane, Kasımpaşa i Karaköy, així com els carrers secundaris, tenen edificis més antics, els residents dels quals són persones de baixos recursos i de mentalitat conservadora. Malgrat l'estil de vida europeu de l'avinguda d'Istiklâl, la majoria electoral del districte és del Partit de la Justícia i el Desenvolupament. Això és així pel suport que aquest partit té als barris conservadors, com ara Kasımpaşa i Dolapdere.
Encara existeixen importants comunitats estrangeres. Hi ha un ambient cosmopolita en el centre de Beyoğlu, on gent de diferents cultures viuen a Cihangir i a Gümüsuyu. La majoria dels consolats (antigues ambaixades fins a 1923, quan Ankara va esdevenir la nova capital turca) es troben a la zona, entre aquests els del Regne Unit, Alemanya, Rússia, els Països Baixos i Suècia.

## Divisió administrativa

### Mahalleler
Els mahalle (barris amb fronteres definides i caps administratus) a Beyoğlu:
Arapcami  ·  Asmalımescit  ·  Bedrettin  ·  Bereketzade  ·  Bostan  ·  Bülbül  ·  Camiikebir  ·  Cihangir  ·  Çatmamescit  ·  Çukur  ·  Emekyemez  ·  Evliya Çelebi  ·  Fetihtepe  ·  Firuzağa  ·  Gümüşsuyu  ·  Hacı Ahmet  ·  Hacımimi  ·  Halıcıoğlu  ·  Hüseyinağa  ·  İstiklal  ·  Kadımehmetefendi  ·  Kalyoncukulluğu  ·  Kamerhatun  ·  Kaptanpaşa  ·  Katipmustafaçelebi  ·  Keçeçipiri  ·  Kemankeş  ·  Kılıçalipaşa  ·  Kocatepe  ·  Kulaksız  ·  Kuloğlu  ·  Küçükpiyale  ·  Müeyyetzade  ·  Ömeravni  ·  Örnektepe  ·  Pirimehmetpaşa  ·  Piyalepaşa  ·  Pürtelaş Hasan Efendi  ·  Sururi  ·  Sütlüce  ·  Şahkulu  ·  Şehitmuhtar  ·  Tomtom  ·  Yahya Kâhya  ·  Yenişehir

### Semtler
Els semt (barris majors, sense fronteres definides ni caps administratius) a Beyoğlu:
Ayaspaşa  ·  Azapkapı  ·  Çıksalın  ·  Çukurcuma  ·  Dolapdere  ·  Fındıklı  ·  Galatasaray  ·  Hacıhüsrev  ·  Haliç  ·  Hasköy  ·  Kabataş  ·  Karaköy  ·  Kasımpaşa  ·  Şişhane  ·  Taksim  ·  Tarlabaşı  ·  Tepebaşı  ·  Tophane, Tünel